# Steffen Ritter

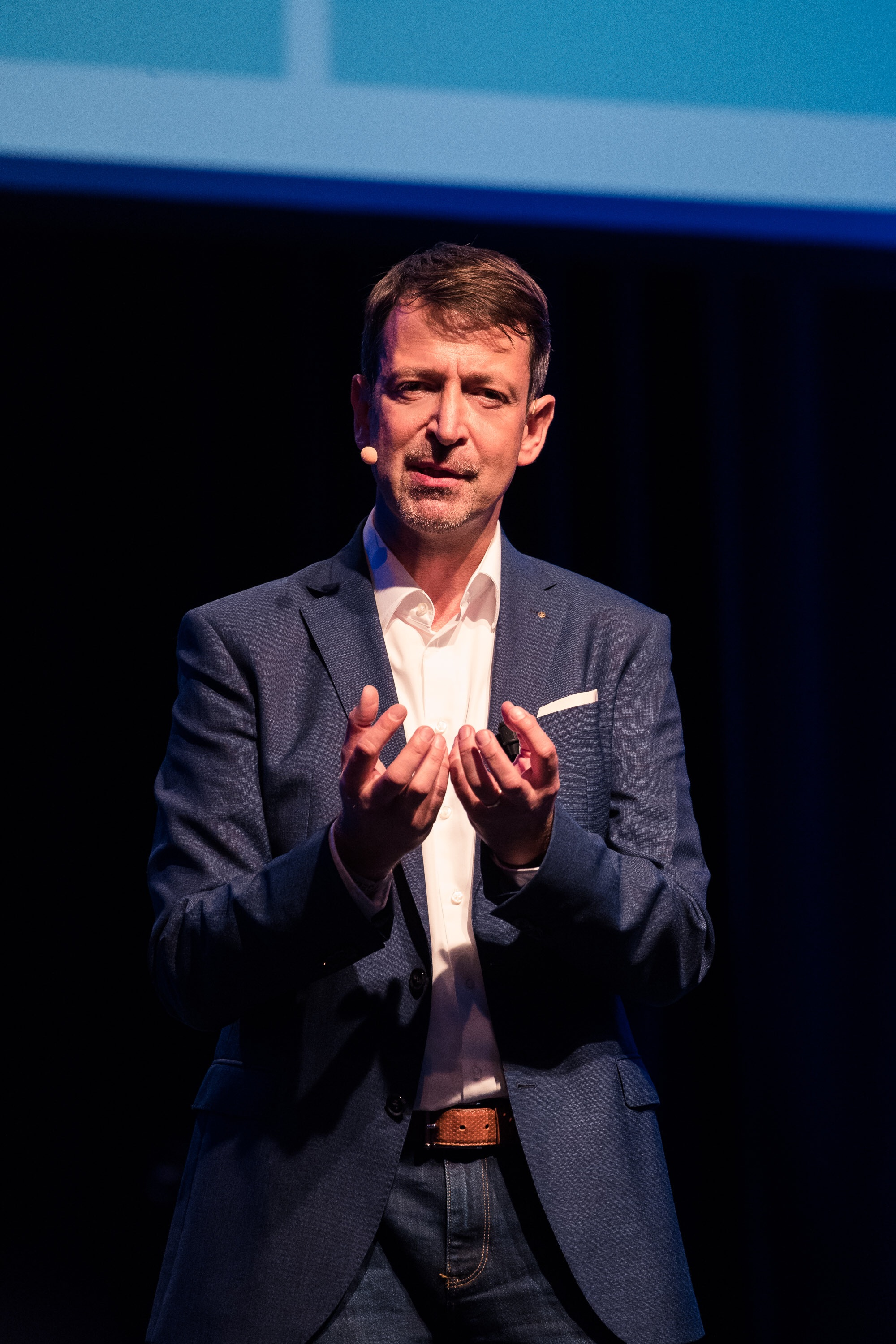
Steffen Ritter

Steffen Ritter (* 21. Juni 1968 in Sangerhausen) ist ein deutscher Wirtschaftstrainer, Wirtschaftsautor und Redner.

## Monographien
- Ritters 10x10 für Finanzdienstleister und Versicherungsvermittler. 100 Fragen, 100 Antworten, 100 Bilder für Ihren unternehmerischen Erfolg, 2. Aufl., Springer Gabler, Wiesbaden 2012, ISBN 978-3-8349-4524-2.
- Die Entwicklung Ihres Unternehmens. Der Weg zu einer wirklich ertragreichen Selbständigkeit, 2. Aufl., Springer Gabler, Wiesbaden 2013, ISBN 978-3-8349-4522-8.
- Das Unternehmen Agentur. Erfolgreich selbständig in der Versicherungswirtschaft, 4. Aufl., Springer Gabler, Wiesbaden 2013, ISBN 978-3-8349-4518-1.
- Verkaufen kann von selbst laufen  Wie Topverkäufer mit System mehr Umsatz erzielen, Gabal Verlag, Offenbach 2014, ISBN 978-3-86936-559-6.
- Selbstbewusstsein: Warum es andere haben und wie auch du es bekommst. Gabal Verlag, Offenbach 2016, ISBN 978-3-86936-724-8.